# Munford (Tennessee)
Pour les articles homonymes, voir Munford.
Munford est une municipalité américaine située dans le comté de Tipton au Tennessee. Lors du recensement de 2010, sa population est de 5 927 habitants.

## Géographie
Selon le Bureau du recensement des États-Unis, la municipalité s'étend en 2010 sur une superficie de 8,56 milles carrés (22,17 km2).

## Histoire
La localité est fondée au milieu du XIXe siècle par des membres de l'Église méthodiste épiscopale du Mont Zion. La localité est longtemps appelée Mount Zion. Cependant, lorsque ses habitants demandent la création d'un bureau de poste en 1886, il existe déjà une poste portant ce nom en Pennsylvanie, or les diminutifs de Pennsylvanie (Penn.) et du Tennessee (Tenn.) sont proches. La localité est alors renommée en l'honneur de R. H. Munford, un homme politique du comté. Munford devient une municipalité en 1905,.

## Démographie
La population de Munford est estimée à 6 057 habitants au 1er juillet 2016.
Le revenu par habitant était en moyenne de 27 277 dollars par an entre 2012 et 2016, au-dessus de la moyenne du Tennessee (26 019 dollars) mais en-dessous de la moyenne nationale (29 829 dollars). Sur cette même période, 11,5 % des habitants de Munford vivaient sous le seuil de pauvreté (contre 15,8 % dans l'État et 12,7 % à l'échelle des États-Unis).